# Strammer max

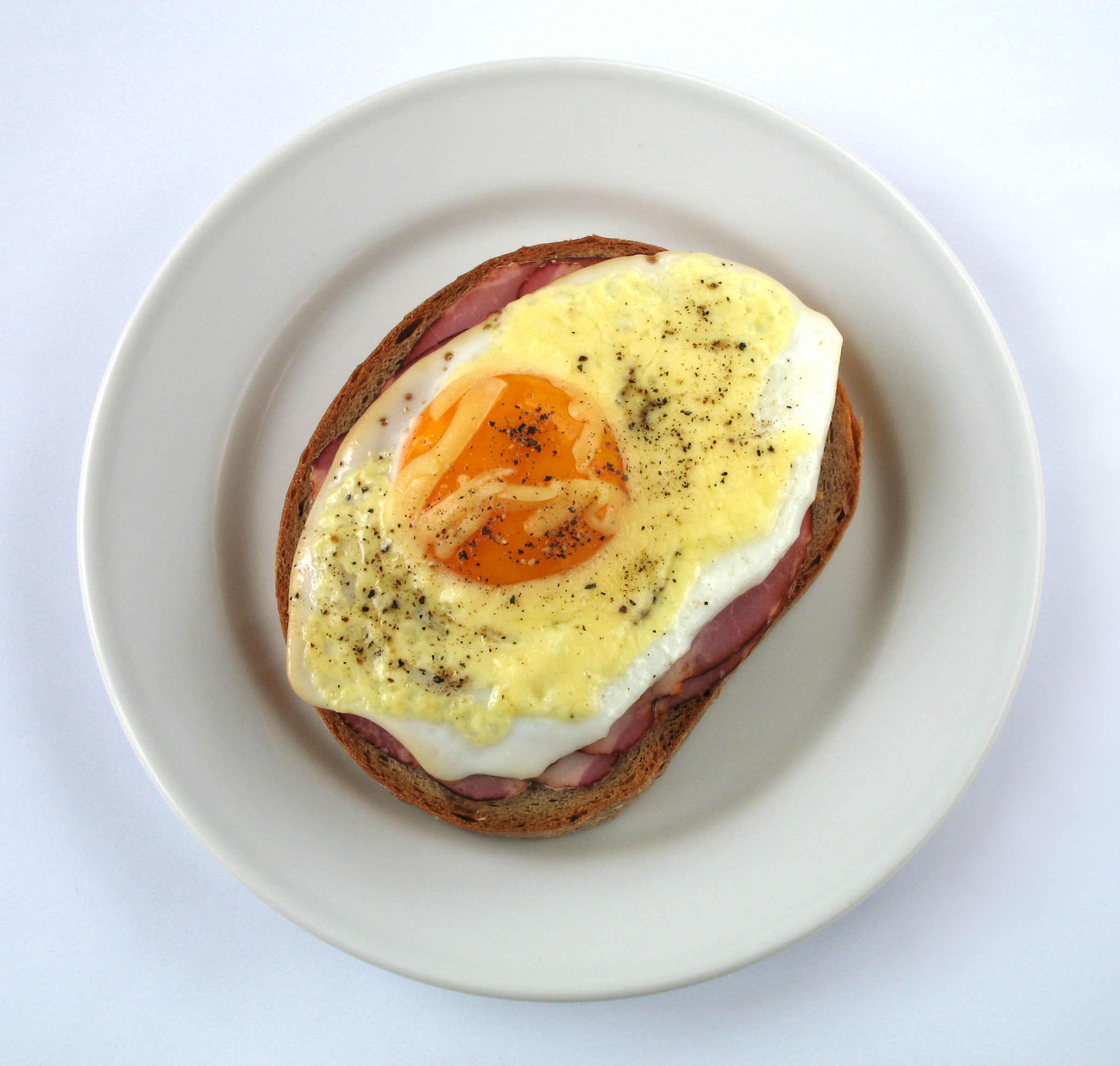
Un Strammer Max amb formatge

Strammer Max és un nom tradicional alemany que s'aplica a diversos sandvitxs a Alemanya.

## Etimologia
El terme Strammer Max (literalment "Max erecte") es va originar a la dècada de 1920 a la parla informal de Saxònia, on originàriament es referia a l'erecció masculina "Max" sovint fa referència al penis i aquest terme va ser adoptat a Berlín suposant que aquest tipus d'aliments eren una mena d'afrodisíac.

## Plat original
L'original Strammer Max és una llesca de pa, de vegades fregit amb mantega, cobert amb pernil i un ou ferrat. També és possible substituir el pernil per un tros de vedella rostida i aleshores s'anomena, Strammer Otto. De vegades es fan servir també el formatge i el tomàquet.

## Variacions
Fora de la regió de Berlín, aquest terme es fa servir per altres plats.
- A Baviera, un Strammer Max normalment és una llesca de Leberkäse acompanyada d'ou ferrat i amanida de patata.
- Als Països Baixos, el plat equivalent es diu uitsmijter[1]